# Kotigud, Devadurga
Kotigud là một làng thuộc tehsil Devadurga, huyện Raichur, bang Karnataka, Ấn Độ.